# Linda Thorson

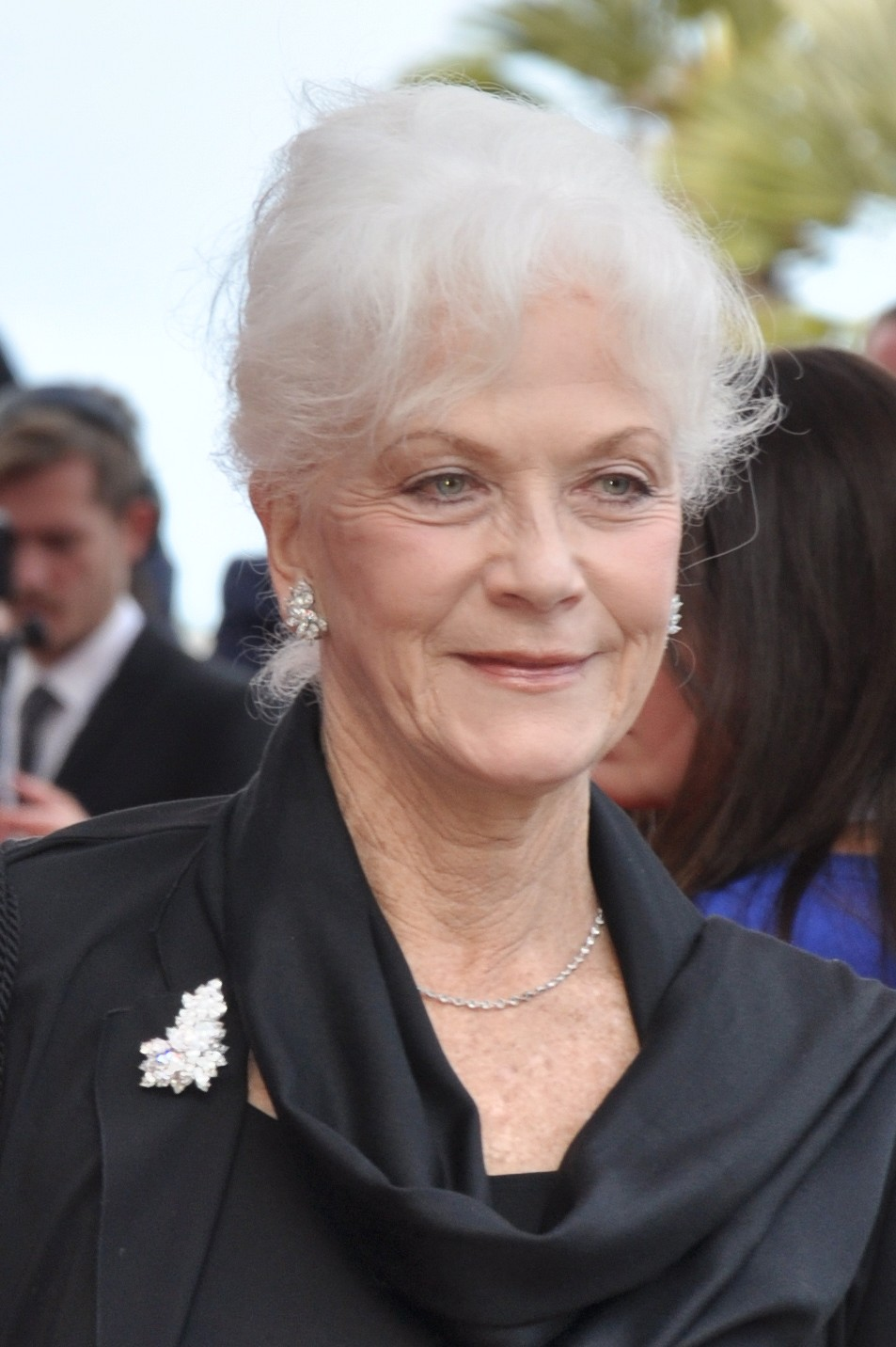
Linda Thorson (2013)

Linda Thorson (* 18. Juni 1947 in Toronto, Ontario) ist eine kanadische Schauspielerin. Bekannt wurde sie durch ihre Rolle als Tara King in Staffel 6 der englischen Fernsehserie Mit Schirm, Charme und Melone (The Avengers) Ende der 1960er-Jahre als Nachfolgerin von Emma Peel.

## Filmografie
- 1968–1969: Mit Schirm, Charme und Melone (The Avengers, Fernsehserie, 33 Folgen)
- 1973: Thriller (Fernsehserie, 1 Folge)
- 1978: Simon Templar – Ein Gentleman mit Heiligenschein (Return of the Saint, Fernsehserie, 1 Folge)
- 1983: Curtains – Wahn ohne Ende (Curtains… The ultimate Nightmare)
- 1985: Chefarzt Dr. Westphall (St. Elsewhere) (Fernsehserie, 3 Folgen)
- 1986 Das Model und der Schnüffler (Moonlighting) (Fernsehserie, 1 Folge)
- 1986: Der Equalizer (The Equalizer) (Fernsehserie, 1 Folge)
- 1986: Spenser (Fernsehserie, 1 Folge)
- 1986: Sweet Liberty
- 1987: Der Denver-Clan (Dynasty) (Fernsehserie, 2 Folgen)
- 1989: Harrys Nest (Empty Nest) (Fernsehserie, 1 Folge)
- 1990: Liebe, Lüge, Leidenschaft (One Life to Live) (Fernsehserie, 1 Folge)
- 1993: Raumschiff Enterprise – Das nächste Jahrhundert (Star Trek: The Next Generation) (Fernsehserie, 1 Folge)
- 1994–1996: Kung Fu – Im Zeichen des Drachen (Kung Fu) (Fernsehserie, 2 Folgen)
- 1997: Dead Silence – Flammen in der Stille (Dead Silence, Fernsehfilm)
- 1999: Ganz normal verliebt (The Other Sister)
- 2001: Law & Order (Fernsehserie, Folge 12x05 Besessen)
- 2002: Halbtot – Half Past Dead (Half Past Dead)
- 2006: Silent Witness (Fernsehserie, 2 Folgen)
- 2006–2007: Emmerdale Farm (Fernsehserie, 55 Folgen)
- 2008: Doctors (Fernsehserie, 1 Folge)
- 2011: Flashpoint – Das Spezialkommando (Flashpoint) (Fernsehserie, 1 Folge)
- 2012: Saving Hope (Fernsehserie, 1 Folge)
- 2012: The Listener – Hellhörig (The Listener) (Fernsehserie, 1 Folge)
- 2013: Rookie Blue (Fernsehserie, 1 Folge)
- 2014: Transporter: Die Serie (Transporter: The Series) (Fernsehserie, 1 Folge)
- 2018: New Amsterdam (Fernsehserie, 1 Folge)
- 2019: Good Witch (Fernsehserie, 1 Folge)
- 2019: Schitt’s Creek (Fernsehserie, 1 Folge)
- 2020–2023: The Hardy Boys (Fernsehserie, 19 Folgen)